# Geron dissors
Geron dissors är en tvåvingeart som beskrevs av Hesse 1938. Geron dissors ingår i släktet Geron och familjen svävflugor. Inga underarter finns listade i Catalogue of Life.